# Fereydounshahr (station de ski)
La station de ski de Fereydounshahr (en persan : پیست اسکی فریدون‌شهر) est située dans les monts Zagros, près de la ville de Fereydounshahr, chef-lieu de la préfecture de Fereydounshahr dans la province d'Ispahan, à environ 200 km au nord-ouest d'Ispahan, en Iran. 

## Le domaine
Il s'agit de la seule station de ski située dans la province d'Ispahan. Le domaine skiable est équipé d'un téléski et de deux pistes. Il est ouvert de la fin de l'automne jusqu'à la fin de l'hiver en fonction de la météo.

## Référence
1. ↑  (en) « FereydounShahr Ski resort - Isfahan Province »